# Rawa Kidang
Rawa Kidang is een bestuurslaag in het regentschap Tangerang van de provincie Banten, Indonesië. Rawa Kidang telt 4877 inwoners (volkstelling 2010).